# Goodreads
Гудридс (енгл. Goodreads) је компанија у власништву Амазона, чији веб-сајт омогућава корисницима да обележавају, оцењују и пишу рецензије за књиге које су прочитали, да би на основу тога од стране веб-сајта могли да добију предлоге за књиге које би такође могле да их интересују. Сајт је покренут 2007. године и данас има преко 900.000.000 наслова, и око 30.000.000 чланова. Такође веб-сајт функционише и као друштвена мрежа, и могуће је додавати пријатеље, као и видети књиге које они читају. Повремено се и организују такмичања, као и награде за најбољу књигу године. Један интернет портал из Хрватске је веб-сајт Goodreads описао као „друштвену мрежу за љубитеље књига”.

## Извoри
1. ↑  alexa.com Архивирано на веб-сајту  (9. октобар 2018) Приступљено 7.11.2019.
2. ↑  About Goodreads
3. ↑  Bustle
4. ↑  Društvena mreža za ljubitelje knjiga, Goodreads, dosegla 10 milijuna korisnika | Vijesti | Najbolje knjige – Hrvatski portal za knjige

## Библиографије
- Keegan, Victor Keegan (21. 6. 2007). „It's a new online chapter for books”. The Guardian.
- Méndez, Teresa (15. 6. 2007). „Peer-to-peer book reviews fill a niche”. The Christian Science Monitor.
- Roy, Nilanjana S. (27. 9. 2007). „The world's largest reading room”. Business Standard. Архивирано из оригинала 21. 10. 2007. г. (archived)
- Sharick, Catherine (11. 12. 2007). „Top 10 Websites of 2007”. Time Magazine. Архивирано из оригинала 25. 04. 2009. г. Приступљено 24. 04. 2018.